# Europa Universalis: Rzym – Vae Victis
Europa Universalis: Rzym – Vae Victis (tytuł oryg. Europa Universalis: Rome – Vae Victis) – dodatek do gry komputerowej Europa Universalis: Rzym wyprodukowany przez szwedzkie studio Paradox Development oraz wydany przez Paradox Interactive 19 listopada 2008 roku na platformę PC.

## Fabuła
Akcja gry dzieje się w latach 280 p.n.e.–27 p.n.e.

## Rozgrywka
W Europa Universalis: Rzym – Vae Victis zadaniem gracza jest dbanie o rozwój kulturalny, infrastrukturalny, wyznaniowy, dyplomatyczny i militarny. W dodatku skupiono uwagę bardziej na znanych postaciach, które są kluczowe dla działań gracza. Każda z nich ma własną osobowość i należy do wybranej partii. Do rozgrywki dodano instytucję Senatu, który legitymizuje działania, umożliwiając wprowadzanie przydatnych praw. Gracz może starać się o jego poparcie lub wypełniać zlecone przez senatorów zadania. Do monarchii i plemion dodano dwory.
W grze zawarty został tryb gry wieloosobowej dostępny przez Internet lub sieć LAN. W trybie tym mogą wziąć udział jednocześnie 32 osoby.
W dodatku została poprawiona sztuczna inteligencja, zreorganizowany interfejs gry jest jeszcze bardziej przejrzysty i zapewnia prosty dostęp do informacji.
Dodatek wymaga podstawowej wersji gry.